# Dick Nanninga
Dirk Willem Jacobus "Dick" Nanninga (17 de gener de 1949 a 21 juliol 2015) va ser un futbolista neerlandès, que va jugar per als clubs neerlandesos BV Veendam, Roda JC i MVV Maastricht. També va tenir un curt període amb el club de Hong Kong Seiko.